# Microtheciellaceae
Microtheciellaceae là một họ rêu trong bộ Orthotrichales.